# A Place Where the Sun Is Silent
A Place Where the Sun Is Silent es el cuarto álbum de estudio de Alesana. Fue publicado bajo el sello discográfico Epitaph Records, el 18 de octubre de 2011. El productor encargado fue Kris Crummett, quien también trabajó en The Emptiness. La inspiración para el disco partió de un tema conceptual basado en el Infierno, primera parte de la Divina comedia de Dante Alighieri. El material estuvo asociado a un pretencioso género post-hardcore melódico, pero con tendencias de rock sinfónico y rock progresivo. En este álbum, la banda mostró un sonido más cercano al hard rock, con menos gritos y voces guturales que sus materiales anteriores. Destacan los solos de guitarra, breakdowns, agrupación de cuerdas, y un sonido más suave.
El 24 de agosto de 2011 se lanzó una de sus canciones, «A Gilded Masquerade», en la página web de Alternative Press, por la cual también se reveló el segundo sencillo del álbum, «A Forbidden Dance». Posteriormente, el 4 de octubre, la banda publicó un video del trabajo, correspondiente a la canción «Circle VII: Sins of the Lion», compuesto por imágenes de varios de sus conciertos. Finalmente, siete días después, el álbum entero se lanzó vía streaming en la página web de Alternative Press. La edición final contiene una idea conceptual bajo la que se esquematiza el infierno, así como también la temática de los pecados capitales. En tanto, el sencillo oficial del disco, «Lullaby of the Crucified» se publicó el 6 de diciembre.
La duración del álbum es de una hora con dos minutos, sin contar las canciones correspondientes a la edición de lujo puesta en venta en iTunes. La recepción de este en el mercado le mereció debutar en la posición 55 de los US Billboard 200. Asimismo, la revista Revolver calificó a «Circle VII: Sins of the Lion» como la mejor canción del 2011.

## Producción

### Composición y grabación

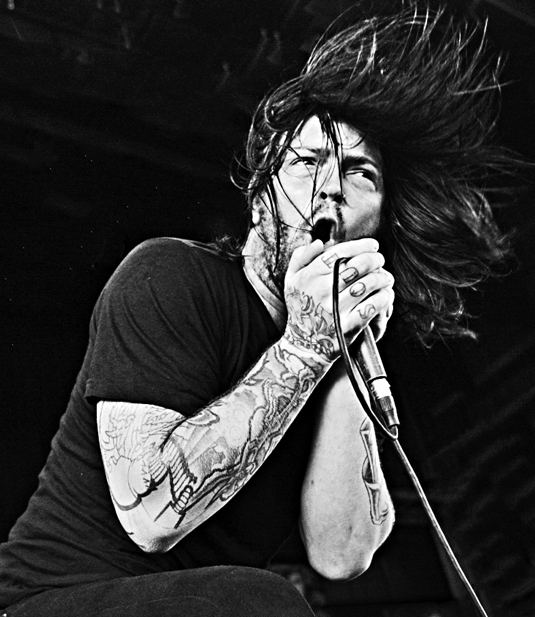
Alesana durante el Warped Tour en 2010, durante la gira correspondiente a The Emptiness.

Luego de firmar con el sello discográfico Epitaph Records, la banda optó por la creación de un nuevo material durante sus conciertos de The Emptiness en el Warped Tour. De hecho, se creía que el álbum sería como un complemento que seguiría una línea corta de la historia del anterior; a diferencia que este nuevo material incluiría música gospel. Las grabaciones del álbum comenzaron desde enero de 2010, Shawn y Dennis comenzaron a escribir las primeras letras y la temática de la que trataría el nuevo material, en colaboración con Pat, guitarrista principal de la banda.
En una publicación de Epitaph Records, Shawn, mencionó el hecho de que le es difícil determinar cuándo comienzan las grabaciones y composiciones de los materiales que la banda crea, puesto que siempre suelen escribir «historias nuevas y fascinantes [...] Siempre he sido tan conceptual con lo que hago [...] De hecho, ya me encuentro componiendo otra historia». Durante la composición del álbum, Milke admitió el hecho de su frustración y encasillamiento cuando mencionaba que su música contenía demasiados gritos, pero también afirmó que «si te tomas diez minutos para digerir lo que hacemos como banda evidenciarás que definitivamente hay algo más de nuestra música de lo que inicialmente te han contado [...] Incluso una idea perfeccionada año con año de la música y el estilo».
En un principio se estimaba que la banda basaría su álbum en temáticas literarias como Romeo y Julieta, puesto que manejaba la idea de que el próximo lanzamiento «está viniendo lentamente, estoy tratando de no acelerar ningún detalle, tiene algunos giros y vueltas, maneja mucho amor, como la gente es manejada por un nivel subconsciente, no importando que tan locos o lucidos estemos». Admitió también que estuvo «dispuesto a escribir otra historia corta, componer para un cuarteto de cuerdas, una sección de metales y dos diferentes coros, siempre hay mucha diversión cuando se crece como compositor».
Tras finalizar los últimos conciertos restantes de su último álbum, anunciaron la grabación de un nuevo material, el cual muy pronto se encargarían de trabajar y publicar. Tras finalizar la escritura de cada una de las letras de las canciones, entraron al estudio para iniciar las grabaciones el 25 de marzo y en menos de dos meses, exactamente el día 30 de mayo ya se encontraba totalmente grabado. El 22 de julio, durante una presentación de la banda en el All Star Tour, Shawn anunció que el nuevo álbum se llamaría A Place Where the Sun is Silent y reveló su fecha de lanzamiento. Tras esta noticia, en esa misma gira la banda tocó dos canciones inéditas del álbum, una llamada «The Fiend» y «Circle VII: The Sins of the Lion». Un mes después, el día 24 de agosto, en el sitio oficial de Epitaph Records se mostró la lista completa de canciones del álbum y el sitio AltPress divulgó la primera canción oficial «A Gilded Masquerade». Este disco contó con la aportación de Mellisa Milke y sería publicado el 18 de octubre de 2011.

### Influencias
La banda tuvo una inspiración conceptual en su material anterior, The Emptiness. Asimismo, de manera indirecta tuvo aportaciones líricas y musicales de bandas como Blessthefall, Emmure y Born of Osiris, que participaron en el All Stars Tour. De una manera más directa, Punk News expresa que bandas como Avenged Sevenfold y Dillinger Escape Plan complemetan e identifican el sonido y las letras del álbum. Sin embargo, de manera particular, el disco tiene influencias en temáticas poéticas que sobrellevan temas como los celos, ambición, avaricia, entre otros.

## Contenido lírico y musical

### Letra

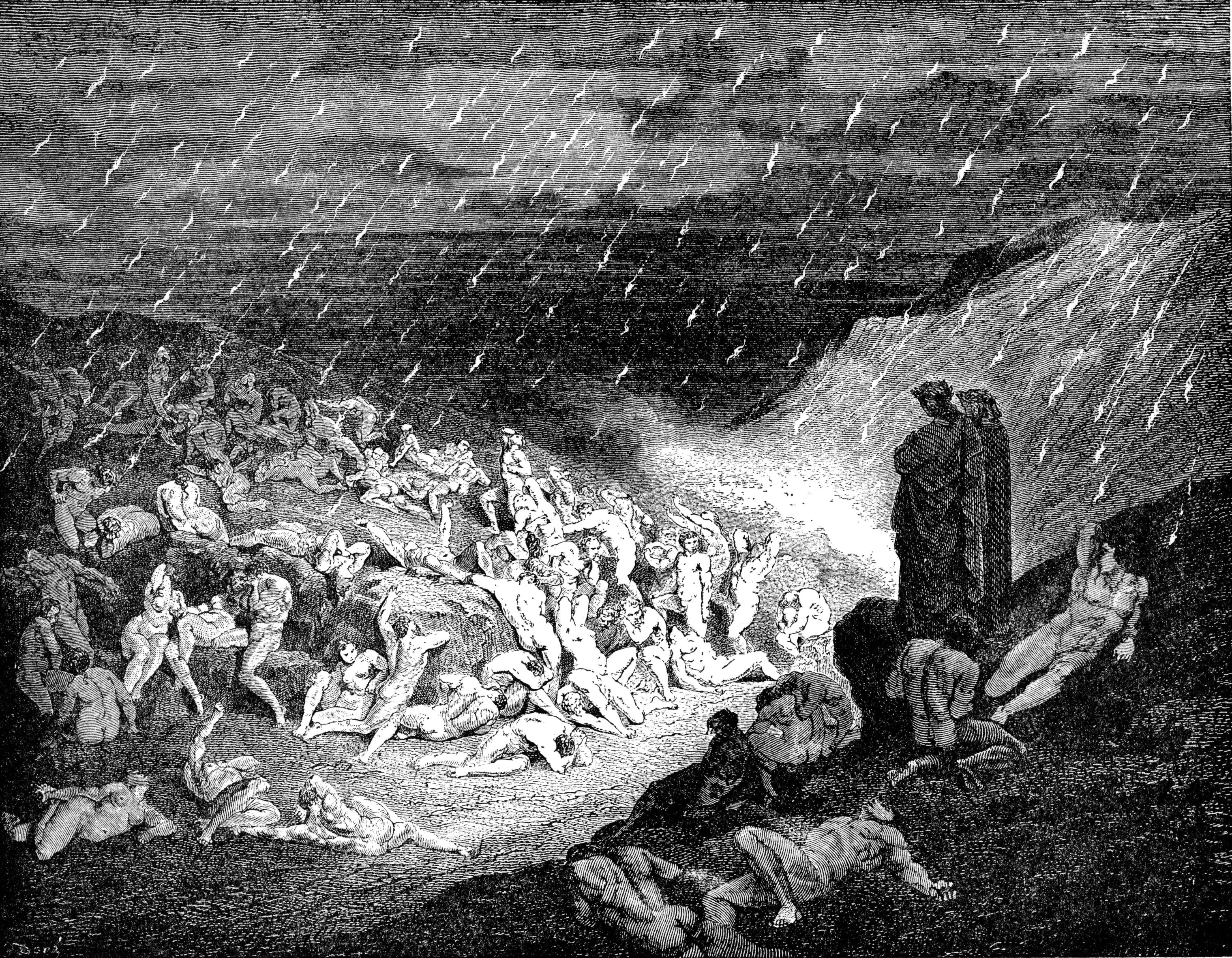
Grabado hecho por Gustave Doré, donde se enmarca el Círculo Séptimo; haciendo mención de «Circle VII: Sins of the Lion».

El álbum encarna el poema Infierno del escrito italiano Dante Alighieri; correspondiente a la Divina comedia. Saw Comen, de Sputnikmusic, sostiene que el concepto del álbum es un tanto ponderado, más no pesado; puesto que afirma que la historia relatada gira en torno a capas de dramatismo, temáticas irónicos y un elenco de personajes memorables. En el álbum se narra cómo un personaje viaja a través del infierno; en palabras de Spunik Music: «El trabajo no tiene que hacerse en escala de una ópera al estilo Mozart para ser sorprendente y duradero. Un viaje es necesario y, aunque, el camino al infierno puede estar empedrado de buenas intenciones, no todo lo bueno debe ser poco menos que sorprendente». El álbum se encuentra dividido en dos capítulos: «The Gate» y «The Immortal Sill».
La primera canción, «The Dark Wood of Error» es una premisa de cómo el viajero pretende contar la historia que vivió en su camino; «A Forbidden Dance» representa el cambio del tema melódico al monstruoso, «Hand in Hand With the Damned» representa la temática de la pérdida de fe, el sentimiento de separación y destino, en tanto, canciones como «Beyond the Sacred Glass» y «The Temptress» representan la unión de baladas que recrean un tema como si se tratase de una cita romántica. «Circle VII: Sins of the Lion», para los críticos representa el clímax del álbum, manteniendo los balances en cuanto a los «pasajes celestiales y la luz divina», «una canción que alivia la angustia». Junto a «Vestige» enmarca el interludio de cómo el personaje se encuentra inmerso en el infierno mientras delira y trata de recurrir por una ayuda divina. Mellisa Milke desempeña el papel de representar a la razón humana, quien en la obra de Dante se trata de Virgilio. La primera parte del álbum cierra con «Lullaby of Crucified»; un tema que reivindica la historia de los pecados capitales, el amor y enmarca a Beatriz, el amor platónico de Dante en su poema.

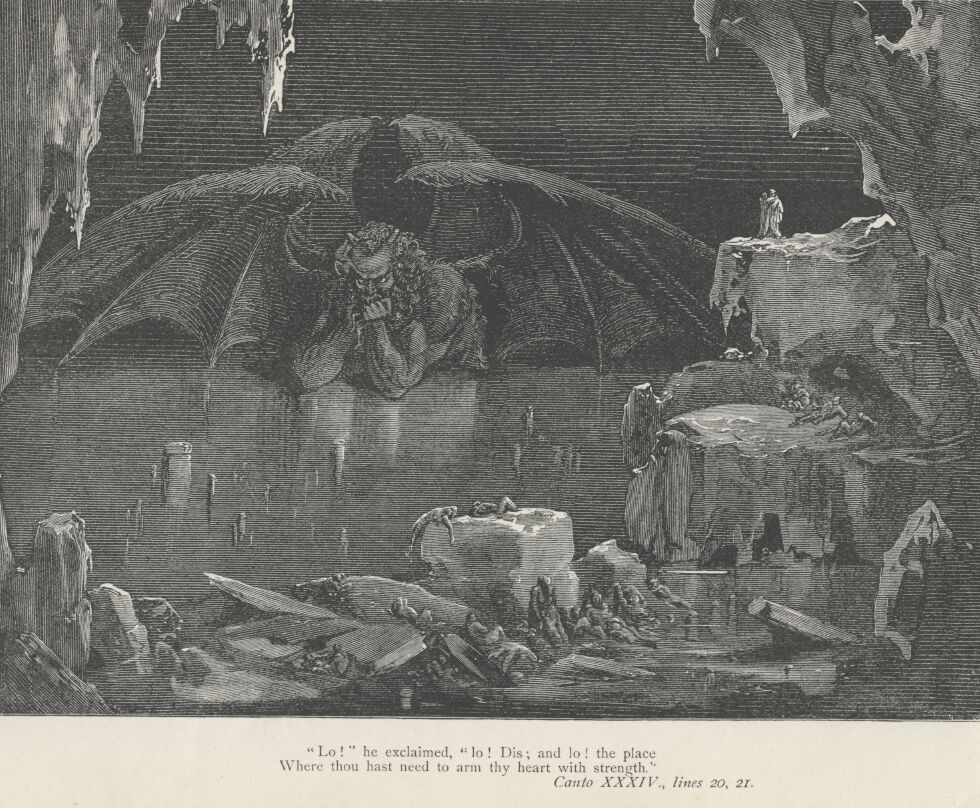
Satanás en el Círculo Noveno; evidenciado en las canciones «The Fiend» y «Welcome to the Vanity Faire»; y en el diálogo de «And Now for the Final Illusion».

La segunda parte del álbum abre con un diálogo en italiano en la canción «Before Him All Shall Scatter». Esta da una apertura a «Labyrinth», dicha canción posee un toque idéntico a la relación estrecha con su enamoramiento hacia Beatriz y destaca cómo cada vez más se acerca hacia el infierno en sí. En tanto, «The Fiend» responde a cómo el personaje llega al noveno círculo y se encuentra con Satanás en medio del hielo. «Welcome to the Vanity Faire» es el segundo y último clímax del álbum, explicando en las letras el tema de la vanidad y la ausencia del yo; prosiguiendo con «The Wanderer», canción que califican los expertos en que «parece vagar sin rumbo, sin llegar a captar la atención y con una letra mediocre para tratarse de una balada». La siguiente canción, «A Gilded Masquerade» recrea cómo el personaje llega a un «lugar donde el agua se detiene frente a sus ojos»; teniendo lagunas también de una «triste canción de amor». El álbum, totalmente inspirado en el poema del escritor italiano, finaliza con una canción-diálogo dividida; relatando en «The Best Laid Plans of Mice and Marionettes» cómo el personaje tratando de escapar se da cuenta de que sólo está dando vueltas, y cuestionando a un extraño si no se habían encontrado antes, cerrando con la frase icónica del álbum en su última canción «And Now for the Final Illusion», describiendo que se encuentra en un lugar donde el sol es silencioso.
Líricamente, el álbum en sí se encuentra totalmente inspirado en la obra la Divina comedia; «El problema con la mayoría de los discos conceptuales es que líricamente la mayoría de las bandas hace un uso excesivo de un enfoque narrativo y pierden al oyente, porque no hay conexión con las historias que están intentando crear. Milke, en cambio, reformó esto y le evitó ese escollo a la banda [...]». De hecho, el propio Shawn expresa que «Si nuestra banda se desintegrara mañana yo estaría orgulloso del hecho de que nos hemos mantenido fieles a nuestra integridad artística y nunca elegimos tomar el camino fácil [...] Pase lo que pase, voy a poder dormir por la noche sabiendo que hemos creado algo especial».

### Música e instrumental
Desde el comienzo del álbum, tal y como recalca Damien Roos de MTN, se nota el uso creciente del piano que recrea un fondo musical con melodías de guitarra y gritos salpicados por una buena actitud. El piano proporciona un toque agradable a cada una de las armonías de cada canción, acompañándolas con tenues ganchos vocales. Sin embargo, una pega de los expertos para el álbum es que los gritos de Dennis Lee son predominantemente frecuentes y no presentan cambios, aun cuando las voces limpias de Shawn son «poderosas y melódicas», carecen de estridencia. Musicalmente, el álbum se caracteriza por sus guitarras estridentes, el piano clásico, los interludios orquestales y las melodías estilo pop. Por otra parte, el uso del coro, los diálogos y los instrumentos de cuerda para darle fondo al álbum son una «evidencia del verdadero talento de la banda». Asimismo, cada sonido da un cambio tanto en el estado de ánimo como en la apertura de la música, creando una verdadera «ópera», junto a otros elementos en comparación a sus lanzamientos anteriores.

## Promoción y lanzamiento
La banda lanzó una pequeña muestra del disco el 22 de agosto de 2011, en la cuenta oficial de Epitaph Records se publicó una canción correspondiente al nuevo material, «A Gilded Masquerade». En un principio, la canción recibió buenas críticas, sin embargo, pasó a ser calificada como una canción «atascada en las ideas screamo [...] A pesar de contener melodías pegadizas y mejores voces que en el pasado [...]»; pero también siendo relativamente buena. Aunado a ello, se desprendió la publicación de otro tema del álbum, «A Forbidden Dance». En tanto, el 4 de octubre del mismo año, en Youtube se publicó un segundo material oficial de parte de Epitaph Records, «Circle VII: Sins of the Lion», video que contó con la recopilación de imágenes de distintos conciertos de la banda durante el año. Cabe mencionar que este sencillo fue elegido como «mejor canción del 2011» por la revista Revolver. El 18 de octubre se publicaría de forma oficial vía streaming el disco completo de la banda, contando con 16 canciones divididas en dos actos. En iTunes se publicaría una edición especial del álbum, destacando «scores» de algunos materiales propios del álbum en sí.

## Recepción

### Crítica
El álbum tuvo una buena recepción de parte de la crítica. De hecho, Jacob Tender calificó el trabajo como «ambicioso», siendo también una obra que redondea con canciones que demarcaban un sonido orquestado, dejando de lado el «miedo a experimentar». Asimismo, la instrumentación y la letra del disco pactan un efecto dramático que se puede notar a lo largo de cada canción; sin embargo, «necesitan dejar el fracaso de himnos al amor y odas de tristeza», que según MTN expresan en este álbum. La publicación Absolute Punk comentó: «Me gusta mucho la profundidad que aportan a cada aspecto de su música y la mejora constante y el compromiso de no querer ser paralelos a como comúnmente son las bandas que se encuentran en gira. A Place Where the Sun is Silent es una versión sólida con mejoras importantes en la música y composición». Asimismo, aclaró que «el avance en cuanto al sonido que en un principio la banda mostró es impresionante», destacando también que «el refinamiento es imponente». Sputnik Music, en tanto, calificó que «posiblemente el mayor pecado de este álbum se compromete en su ambición. Es muy bueno que la banda trate ser diferente, pero estos dos discos combinados en un registro demasiado largo opacan. Después del primer 'acto' yo estaba aburrido [...] A pesar de que tiene sus defectos, se trata de los mejores materiales que Alesana ha puesto en escena. Muchos lo descartan sin escucharlo, sabiendo que con cada grabación la banda está mejorando [...]».
Dentro de la misma publicación, Sputnik Music, Saw Cowen afirmó: «No me malinterpreten, sin embargo, Alesana definitivamente ha mejorado. Como puede evidenciarse en The Emptiness, la banda se dirige a un sonido más convencional [...] Se olvidaron de las tres voces que hacen un coro y suenan confusas [...] Una de las mayores mejoras proviene de los signos más prominentes de la maestría musical decente. Por ejemplo, "Beyond the Sacred Glass" exhibe un minuto un interludio acompañado de guitarras al más puro estilo clásico [...]». MTN recalcó que el concepto del álbum sirve como un guiño sonoro para la obra maestra de Dante Alighieri, puesto que un artista debe tener precaución al acercarse a los maestros: «Hazlo bien y tienes un homenaje, una obra que inspira y que a la vez complementa su musa. Hazlo mal y sólo representa un insulto a la original, aun cuando parezca pretencioso por el sólo hecho de intentarlo.»
En palabras de Epitaph Records, el sello discográfico que publicó el álbum de la banda, «no le importa lo que los críticos piensan, puesto que han cultivado una relación profunda con sus fans, quienes se profundizan en la iconografía del acto con el fin de entender los conceptos múltiples de los álbumes, y tienen incluso las letras de la banda tatuadas en sus cuerpos y arraigadas en sus cerebros [...] A pesar de ello, con sus cuartetos de cuerdas, cuernos, grandiosos coros, narraciones y actos separados, A Place Where the Sun is Silent es un enfoque innovador a la disminución de la brecha entre ser el escucha de un disco y ser testigo de algo verdaderamente impresionante.»

## Lista de canciones
Toda la música compuesta por Alesana.

| Acto primero: The Gate |                                |          |  |
| N.º                    | Título                         | Duración |  |
| 1.                     | «The Dark Wood of Error»       | 2:13     |  |
| 2.                     | «A Forbidden Dance»            | 3:53     |  |
| 3.                     | «Hand in Hand with the Damned» | 4:36     |  |
| 4.                     | «Beyond the Sacred Glass»      | 6:03     |  |
| 5.                     | «The Temptress»                | 4:21     |  |
| 6.                     | «Circle VII: Sins of the Lion» | 4:09     |  |
| 7.                     | «Vestige»                      | 2:58     |  |
| 8.                     | «Lullaby of the Crucified»     | 4:48     |  |
| 33:02                  |                                |          |  |

| Acto segundo: The Immortal Sill |                                               |          |  |
| N.º                             | Título                                        | Duración |  |
| 1.                              | «Before Him All Shall Scatter»                | 0:54     |  |
| 2.                              | «Labyrinth»                                   | 4:04     |  |
| 3.                              | «The Fiend»                                   | 3:57     |  |
| 4.                              | «Welcome to the Vanity Faire»                 | 4:37     |  |
| 5.                              | «The Wanderer»                                | 1:37     |  |
| 6.                              | «A Gilded Masquerade»                         | 4:35     |  |
| 7.                              | «The Best Laid Plans of Mice and Marionettes» | 5:35     |  |
| 8.                              | «And Now for the Final Illusion»              | 3:43     |  |
| 29:03                           |                                               |          |  |

### Posiciones
| Lista (2011)                    | Posiciones |
| ------------------------------- | ---------- |
| US Billboard 200                | 55         |
| US Billboard Independent Albums | 13         |
| US Billboard Rock Albums        | 16         |

## Personal
| Alesana - Shawn Milke - Voz principal, piano, guitarra rítmica - Dennis Lee - Screaming y Voz - Patrick Thompson - Guitarra principal, coros - Alex Torres - guitarra rítmica, coros, guitarra principal - Shane Crump - Bajo, coros - Jeremy Bryan - Batería | Músicos invitados - Melissa Milke - Voz femenina - Adam Fisher - Voz en parte hablada Producción - Kris Crummett - Productor |